# إي إس بي إن كلاسيك
إي إس بي إن كلاسيك هي شبكة تلفزيونية أمريكية مدفوعة الأجر متعددة الجنسيات مملوكة لشركة إي إس بي إن Inc.، وهي مشروع مشترك بين شركة والت ديزني (التي تمتلك حصة مسيطرة بنسبة 80%) وشركة هيرست للاتصالات (التي تمتلك 20%).
تم إطلاق القناة في الأصل باسم كلاسيك سبورتس نيتورك في عام 1995، ثم استحوذت عليها إي إس بي إن في عام 1997. ركزت الشبكة في الأصل على نقل الأحداث الرياضية الكلاسيكية والبرامج والأفلام الوثائقية الأخرى والعروض الحية الخاصة (مثل حفل تعريف قاعة مشاهير البيسبول) مع التركيز على تاريخ الرياضة.
بحلول عام 2010، ونظرًا للعدد المتزايد من الشبكات الخاصة بالرياضة، والدوري، والكلية التي كانت تمتلك حقوقًا في محتوى الأرشيف الذي تم بثه تاريخيًا بواسطة إي إس بي إن كلاسيك، فقد تم تخصيص قدر أكبر من البرمجة لأرشفة المحتوى الذي تملك حقوقه شركة إي إس بي إن بشكل مباشر، وقد أعيد عرض الأحداث الأخيرة من شبكات إي إس بي إن، بالإضافة إلى الأفلام الوثائقية الأصلية من إي إس بي إن، والتغطية الفائضة للأحداث من شبكات إي إس بي إن الأخرى.
في عام 2014، بدأت إي إس بي إن في التخلص التدريجي من إي إس بي إن كلاسيك كخدمة خطية، وتحويلها إلى عرض فيديو حسب الطلب يحمل علامة تجارية. قام عدد من المزودين الرئيسيين، مثل إيه تي آند تي وألتيس يو إس إيه وكومكاست وفيريزون فيوس بإسقاط إي إس بي إن كلاسيك في السنوات التي تلت ذلك. بسبب هذا التغيير في التنسيق، حلت منصات إي إس بي نيوز وإي إس بي إن الرقمية محل دورها كخدمة تجاوز.